# Avezé
Avezé és un municipi francès situat al departament del Sarthe i a la regió de País del Loira. L'any 2007 tenia 774 habitants.

## Demografia

### Població
El 2007 la població de fet d'Avezé era de 774 persones. Hi havia 295 famílies de les quals 66 eren unipersonals (41 homes vivint sols i 25 dones vivint soles), 106 parelles sense fills, 119 parelles amb fills i 4 famílies monoparentals amb fills.
La població ha evolucionat segons el següent gràfic:
Habitants censats

### Habitatges
El 2007 hi havia 359 habitatges, 295 eren l'habitatge principal de la família, 43 eren segones residències i 21 estaven desocupats. 348 eren cases i 10 eren apartaments. Dels 295 habitatges principals, 246 estaven ocupats pels seus propietaris, 44 estaven llogats i ocupats pels llogaters i 5 estaven cedits a títol gratuït; 2 tenien una cambra, 17 en tenien dues, 42 en tenien tres, 73 en tenien quatre i 161 en tenien cinc o més. 220 habitatges disposaven pel capbaix d'una plaça de pàrquing. A 97 habitatges hi havia un automòbil i a 185 n'hi havia dos o més.

### Piràmide de població
La piràmide de població per edats i sexe el 2009 era:
| Homes | Edats   | Dones |
| ----- | ------- | ----- |
| 0     | 95 o +  | 0     |
| 0     | 90 a 94 | 8     |
| 0     | 85 a 89 | 4     |
| 4     | 80 a 84 | 0     |
| 20    | 75 a 79 | 16    |
| 12    | 70 a 74 | 12    |
| 12    | 65 a 69 | 8     |
| 12    | 60 a 64 | 8     |
| 16    | 55 a 59 | 12    |
| 20    | 50 a 54 | 8     |
| 24    | 45 a 49 | 24    |
| 36    | 40 a 44 | 40    |
| 24    | 35 a 39 | 16    |
| 12    | 30 a 34 | 16    |
| 20    | 25 a 29 | 24    |
| 28    | 20 a 24 | 16    |
| 32    | 15 a 19 | 12    |
| 12    | 10 a 14 | 12    |
| 24    | 5 a 9   | 24    |
| 28    | 0 a 4   | 16    |

## Economia
El 2007 la població en edat de treballar era de 514 persones, 396 eren actives i 118 eren inactives. De les 396 persones actives 369 estaven ocupades (203 homes i 166 dones) i 26 estaven aturades (9 homes i 17 dones). De les 118 persones inactives 44 estaven jubilades, 43 estaven estudiant i 31 estaven classificades com a «altres inactius».

### Ingressos
El 2009 a Avezé hi havia 281 unitats fiscals que integraven 757 persones, la mediana anual d'ingressos fiscals per persona era de 18.627 €.

### Activitats econòmiques
Dels 20 establiments que hi havia el 2007, 1 era d'una empresa alimentària, 1 d'una empresa de fabricació d'altres productes industrials, 5 d'empreses de construcció, 4 d'empreses de comerç i reparació d'automòbils, 3 d'empreses d'hostatgeria i restauració, 1 d'una empresa financera, 1 d'una empresa de serveis, 2 d'entitats de l'administració pública i 2 d'empreses classificades com a «altres activitats de serveis».
Dels 8 establiments de servei als particulars que hi havia el 2009, 1 era un taller de reparació d'automòbils i de material agrícola, 1 paleta, 3 guixaires pintors, 1 lampisteria, 1 perruqueria i 1 restaurant.
Dels 2 establiments comercials que hi havia el 2009, 1 era una fleca i 1 una floristeria.
L'any 2000 a Avezé hi havia 30 explotacions agrícoles que ocupaven un total de 735 hectàrees.

## Equipaments sanitaris i escolars
El 2009 hi havia una escola elemental.

## Poblacions més properes
El següent diagrama mostra les poblacions més properes.